# 克氏穗唇魮
克氏穗唇魮（学名：Crossocheilus klatti）为輻鰭魚綱鯉形目鲤科穗唇魮屬的其中一種，分布於土耳其西部的Egridir與Golcuk湖，棲息在中底層水域。